# Erching
Erching és un municipi francès, situat al departament del Mosel·la i a la regió del Gran Est. L'any 2007 tenia 440 habitants.

## Demografia

### Població
El 2007 la població de fet d'Erching era de 440 persones. Hi havia 165 famílies, de les quals 36 eren unipersonals (8 homes vivint sols i 28 dones vivint soles), 44 parelles sense fills, 65 parelles amb fills i 20 famílies monoparentals amb fills.
La població ha evolucionat segons el següent gràfic:
Habitants censats

### Habitatges
El 2007 hi havia 185 habitatges, 172 eren l'habitatge principal de la família, 2 eren segones residències i 11 estaven desocupats. 148 eren cases i 33 eren apartaments. Dels 172 habitatges principals, 134 estaven ocupats pels seus propietaris, 36 estaven llogats i ocupats pels llogaters i 1 estava cedit a títol gratuït; 6 tenien dues cambres, 22 en tenien tres, 32 en tenien quatre i 111 en tenien cinc o més. 154 habitatges disposaven pel capbaix d'una plaça de pàrquing. A 71 habitatges hi havia un automòbil i a 87 n'hi havia dos o més.

### Piràmide de població
La piràmide de població per edats i sexe el 2009 era:
| Homes | Edats   | Dones |
| ----- | ------- | ----- |
| 0     | 95 o +  | 0     |
| 0     | 90 a 94 | 0     |
| 0     | 85 a 89 | 4     |
| 0     | 80 a 84 | 8     |
| 12    | 75 a 79 | 8     |
| 4     | 70 a 74 | 4     |
| 8     | 65 a 69 | 8     |
| 12    | 60 a 64 | 8     |
| 8     | 55 a 59 | 8     |
| 28    | 50 a 54 | 20    |
| 24    | 45 a 49 | 24    |
| 20    | 40 a 44 | 12    |
| 16    | 35 a 39 | 20    |
| 24    | 30 a 34 | 36    |
| 4     | 25 a 29 | 12    |
| 16    | 20 a 24 | 8     |
| 12    | 15 a 19 | 4     |
| 4     | 10 a 14 | 12    |
| 16    | 5 a 9   | 16    |
| 20    | 0 a 4   | 24    |

## Economia
El 2007 la població en edat de treballar era de 312 persones, 224 eren actives i 88 eren inactives. De les 224 persones actives 212 estaven ocupades (121 homes i 91 dones) i 12 estaven aturades (2 homes i 10 dones). De les 88 persones inactives 22 estaven jubilades, 20 estaven estudiant i 46 estaven classificades com a «altres inactius».

### Ingressos
El 2009 a Erching hi havia 166 unitats fiscals que integraven 410 persones, la mediana anual d'ingressos fiscals per persona era de 17.861,5 €.

### Activitats econòmiques
Dels 8 establiments que hi havia el 2007, 5 eren d'empreses de construcció, 1 d'una empresa de serveis i 2 d'entitats de l'administració pública.
Dels 4 establiments de servei als particulars que hi havia el 2009, 1 era un paleta, 1 guixaire pintor, 1 lampisteria i 1 empresa de construcció.
L'any 2000 a Erching hi havia 14 explotacions agrícoles que ocupaven un total de 468 hectàrees.

## Poblacions més properes
El següent diagrama mostra les poblacions més properes.